# Pitsunda
Pitsunda (en abjasio: Пицунда; en ruso: Пицунда) o Bichvinta (en georgiano: ბიჭვინთა) es una ciudad que pertenece a la parcialmente reconocida República de Abjasia, parte del distrito de Gagra, aunque de iure pertenece al municipio de Gagra de la República Autónoma de Abjasia de Georgia. Pitsunda es un centro turístico de Abjasia popular, es conocido por sus amplias playas de arena y guijarros y agua de mar limpia. 

## Toponimia
El nombre de la ciudad en abjasio y ruso, Pitsunda, deriva de la antigua colonia griega de Pityus (en griego antiguo, Πιτυοῦς; romanización, Pityus).

## Geografía
Pitsunda se encuentra en el margen izquierdo del río Bzipi y a orillas del mar Negro, y está situado a 18 km al sureste de Gagra. Limita con los municipios de Alajadzi al norte y Lidzava en el este.

### Clima
El clima en Pitsunda es húmedo tropical, mediterráneo, similar al clima de Gagra. Posee un verano caliente ( la temperatura en agosto es de 29 °C), el invierno es suave, la temperatura en enero ronda alrededor de 11 °C, el promedio anual de 16,5 °C. Las precipitaciones (alrededor de 1400 mm / año) cae durante todo el año, sobre todo en forma de lluvia.

## Historia

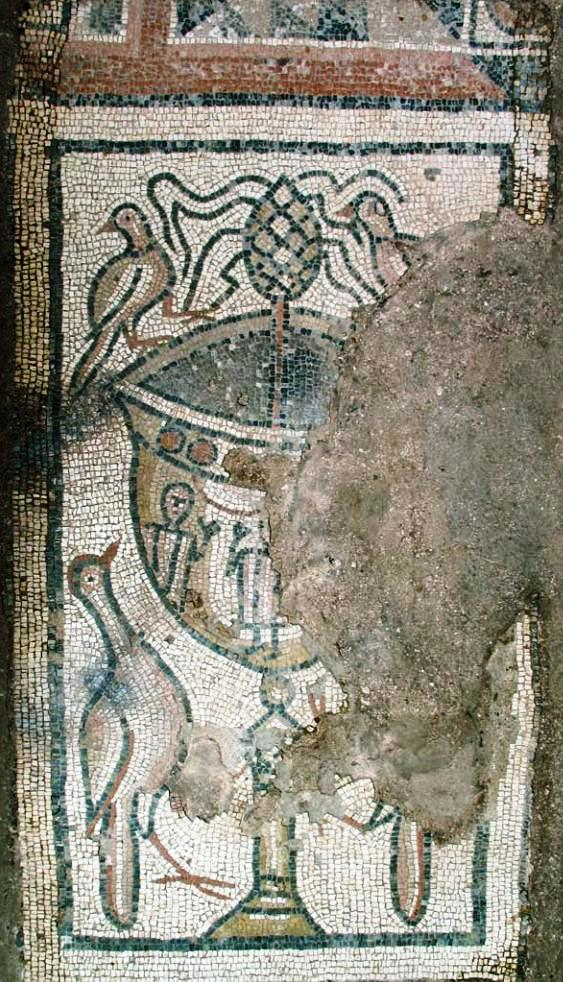
Fragmento del piso de mosaico de Pytius

La ciudad fue fundada por los griegos en el siglo V a. C., siendo denominada como Pityus, una ciudad griega grande y rica en la Antigüedad. Plinio el Viejo escribió en el año 77 d. C. que la ciudad había sido saqueada por los heniocos. Se fundó un fuerte romano en Pityus en la primera mitad del siglo II y allí se estacionó un destacamento de la Legio XV Apollinaris. La ciudad estaba rodeada por una muralla defensiva, y el castellum tenía una segunda línea de defensa construida a mediados del siglo III d. C. Las excavaciones guiadas por Andria Apakidze en 1952 descubrieron restos de tres iglesias del siglo IV y un baño con excelente mosaico en el suelo.
Los góticos atacó la ciudad en el 255, después de capturar la flota de Bósforo. La guarnición romana bajo el mando de Sucesiano repelió el ataque, sin embargo, regresaron al año siguiente, tomaron la ciudad de Trebisonda y procedieron a saquearla. San Juan Crisóstomo estaba siendo conducido hacia Pityus por los soldados imperiales, en ejecución del decreto de exilio, allí, muriendo cerca de la orilla, en 407. Al igual que Dioskurias (la actual Sujumi), permaneció bajo control romano dentro del reino georgiano de Cólquida hasta el siglo VII. La ciudad pasó bajo el control de los abasios y se convirtió en uno de los principales centros políticos y religiosos del reino de Egrisi (Lazica). En 541 se instituyó un arzobispado de Pitiunt. 
En la Georgia medieval, el nombre de la ciudad se deletreaba como Bichvinta. A finales del siglo X, el rey Bagrat III de Georgia construyó allí la catedral de Pitsunda, que sobrevive hasta el día de hoy. Bichvinta también sirvió como centro del cristianismo ortodoxo georgiano de Abjasia hasta finales del siglo XVI, cuando Abjasia quedó bajo la hegemonía otomana. En su artículo de 1911 para la Enciclopedia Católica, Sophrone Pétridès describió a Pityus como sede titular, pero ahora no se encuentra en la lista de la Iglesia católica de tales sedes episcopales. A fines del siglo XIII, el área albergó una colonia comercial genovesa de corta duración llamada Pezonda.
En 1872, cuando Abjasia ya formaba parte del Imperio ruso, se estableció un monasterio masculino en la catedral de Pitsunda. Sin embargo, Pitsunda/Bichvinta era en ese momento solo un pueblo insignificante con una población predominantemente de habla rusa. 
En la era soviética, sin embargo, Pitsunda (nuevamente llamada oficialmente Bichvinta) comenzó a desarrollarse rápidamente, aunque después de la sovietización se incorporó al selsovet más grande y desarrollada de Lidzava. Pitsunda era el lugar favorito del Primer Secretario del Partido Comunista de la Unión Soviética, Nikita Jrushchov. Jruschov propuso una vez una gran represa y un esquema de energía hidroeléctrica en el río Bzipi cerca de Pitsunda, pero sus expertos le informaron que una represa construida en el río habría tenido efectos catastróficos al causar la erosión de la playa en Pitsunda. Al final, la presa se construyó en el río Inguri, donde se evaluó que el impacto en la costa sería considerablemente menos pronunciado. En octubre de 1964 estaba de vacaciones en Pitsunda cuando fue depuesto del poder. En 1963, Pitsunda (especialmente gracias a la construcción de un gran balneario con hoteles, que comenzó en 1959) creció tanto que se independizó de Lidzava y se le otorgó el estatus de municipio. El número de personas de nacionalidad rusa, georgiana y también abjasia que inmigraron aquí para trabajar también creció rápidamente. En treinta años, la población de Picunda se ha multiplicado por diez. 
Sin embargo, Pitsunda fue abandonada parcialmente después del final de la era soviética, cuando estalló la guerra en Abjasia en 1992. La población georgiana y la mayoría de la población rusa huyeron, aunque el complejo se salvó de los combates importantes. Sin embargo, después de la guerra, cuando la ciudad quedó bajo la administración separatista de Abjasia y el turismo local se reanudó gradualmente, aunque nunca alcanzando la importancia que tuvo en tiempos soviéticos.
En 2007, después de algunas emergencias por parte de sus residentes, se solicitó al parlamento abjasio que le otorgara el estatus de ciudad, lo cual fue otorgado para desarrollar aún más el turismo. El 29 de enero de 2016, el estado de ciudad de Pitsunda se confirmó formalmente durante la enmienda de la Constitución de Abjasia. En el verano de 2022, el gobierno de Abjasia anunció que iba a transferir una dacha y 180 hectáreas de terreno al gobierno ruso, lo cual desencadenó protestas.

## Demografía
La evolución demográfica de Pitsunda entre 1970 y 2019 fue la siguiente:
| 7698                                                | 7649 | 10 146 | 3842 | 4198 | 4147 | 4125 | 4123 | 4129 | 4107 |
| (Fuente: Population of Abkhazia since Soviet times) |      |        |      |      |      |      |      |      |      |

La población ha disminuido bastante tras el fin de la guerra, principalmente debido al éxodo de muchos rusos y la gran mayoría georgianos. Actualmente la mayoría de la población son abjasios con una minoría importante de rusos, pero en el pasado los grupos étnicos más importantes eran los rusos y georgianos.
|              | 1979      | 1979       | 2011      | 2011       |
| Grupo étnico | Población | Porcentaje | Población | Porcentaje |
| ------------ | --------- | ---------- | --------- | ---------- |
| Total        | 7649      | 100%       | 4198      | 100%       |
| Georgianos   | 1611      | 21,1%      | 135       | 3,2%       |
| Abjasios     | 1102      | 14,4%      | 2465      | 58,7%      |
| Rusos        | 3630      | 47,5%      | 1144      | 27,3%      |
| Ucranianos   | 551       | 7,2%       | 93        | 2,2%       |
| Armenios     | 381       | 5%         | 180       | 4,3%       |
| Griegos      | 52        | 0,7%       | 18        | 0,4%       |

## Economía
Pitsunda vivía y vive del turismo. La ciudad y sus alrededores tiene numerosas casas de huéspedes privadas y mini-hoteles. Los hoteles y pensiones se encuentran a lo largo de la costa de Pitsunda. En el corazón de Pitsunda esta el complejo hotelero Pitsunda Resort (formado por 7 edificios de 14 plantas) a pie de playa.

## Infraestructura

### Monumentos y lugares de interés

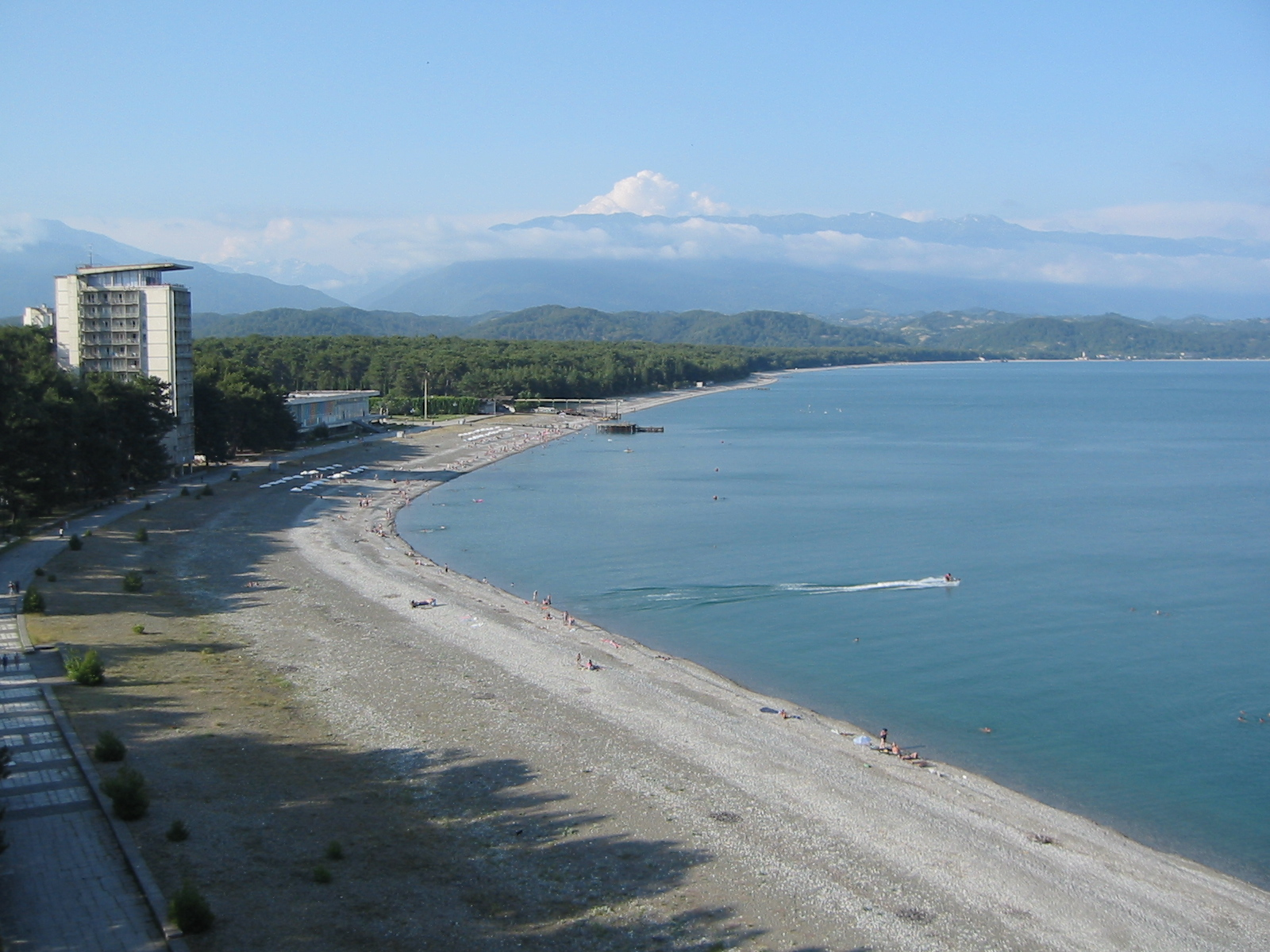
Costa en Pitsunda

El principal atractivo turístico de Bichvinta es su amplia playa con arena fina en la zona más cercana al pinar y de guijarros cuanto más cerca de la playa. A lo largo del paseo marítimo también hay numerosos cafés y restaurantes.
El monumento más importante de la ciudad es la catedral de Pitsunda, una catedral fundada en tiempos de Bagrat III de Georgia. Se utiliza para conciertos de órganos y el nártex contiene vestigios de pinturas murales de los siglo XIII y XVI. Es escenario habitual de conciertos de música clásica y de órganos que desempeñan los mejores artistas y grupos de Abjasia. El Coro Estatal de Abjasia también canta allí y en septiembre, la cantante de ópera Jibla Gerzmava da un festival anual de música clásica. Durante la temporada de vacaciones, varios grupos folklóricos de Abjasia realizan actuaciones en Pitsunda.
La ciudad también tiene un faro bastante turístico (el nuevo faro está instalado en la azotea del edificio Mayak), la estatua de Medea por Merab Berdzenishvili (artista del pueblo de Georgia). La ciudad tiene paradas de autobús soviéticas hechas de mosaicos por el artista Zurab Tsereteli.
Pitsunda se encuentra en un cabo que sobresale en el mar, cerca de un gran bosque de pinos que se extiende a lo largo de la costa a 4 km. Este gran bosque está protegido por la Reserva de la reliquia de pino de Pitsunda. Éste cubre un área de 200 hectáreas y tiene árboles con una edad de alrededor de 200 años. Además la brisa del mar junto al aroma de las agujas de pino y resina lo hacen un lugar saludable y que atrae a miles de visitantes al año.

### Transporte
Los autobuses desde y hacia Gagra salen cada hora en Pitsunda.

## Galería

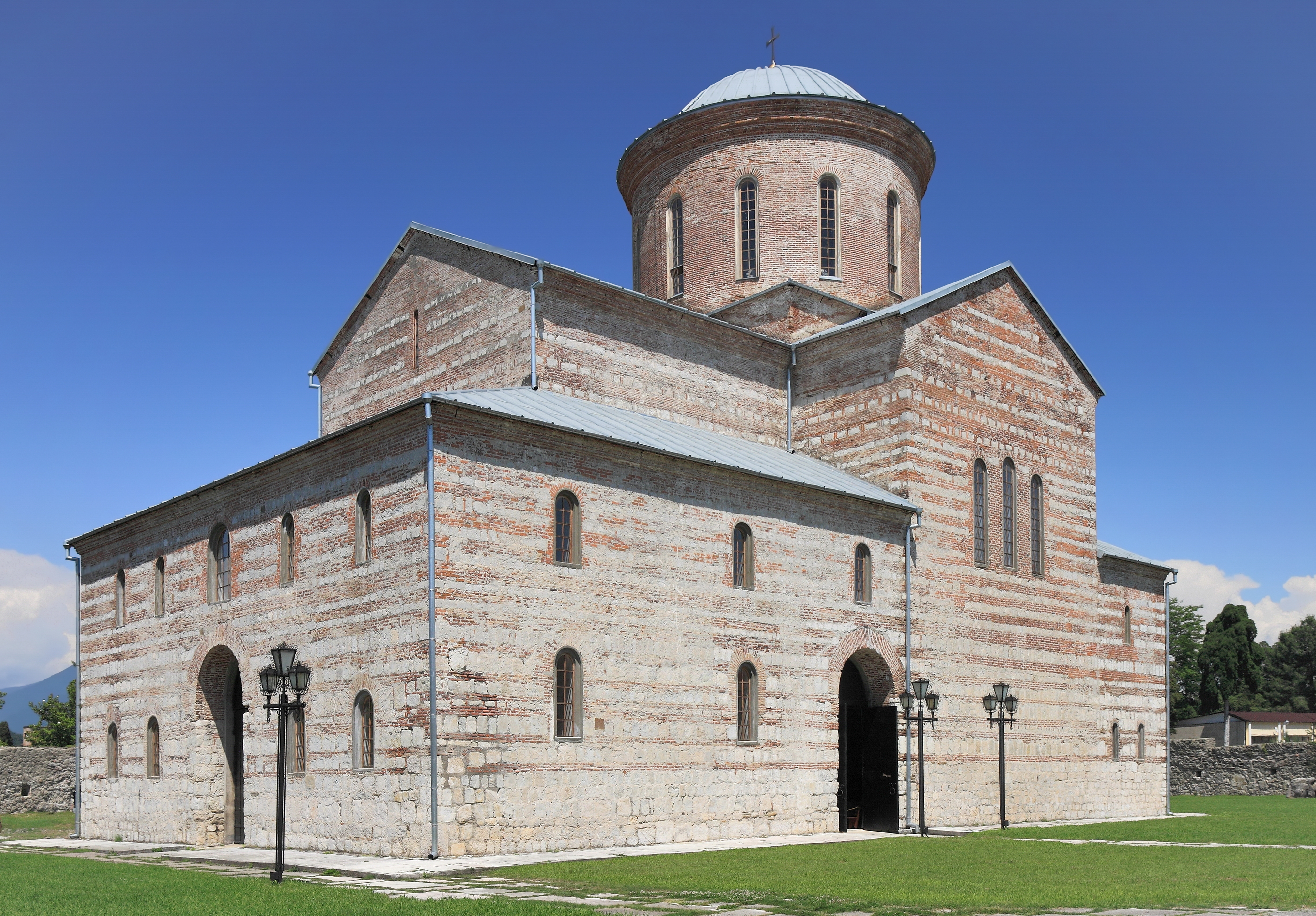
Catedral de Pitsunda
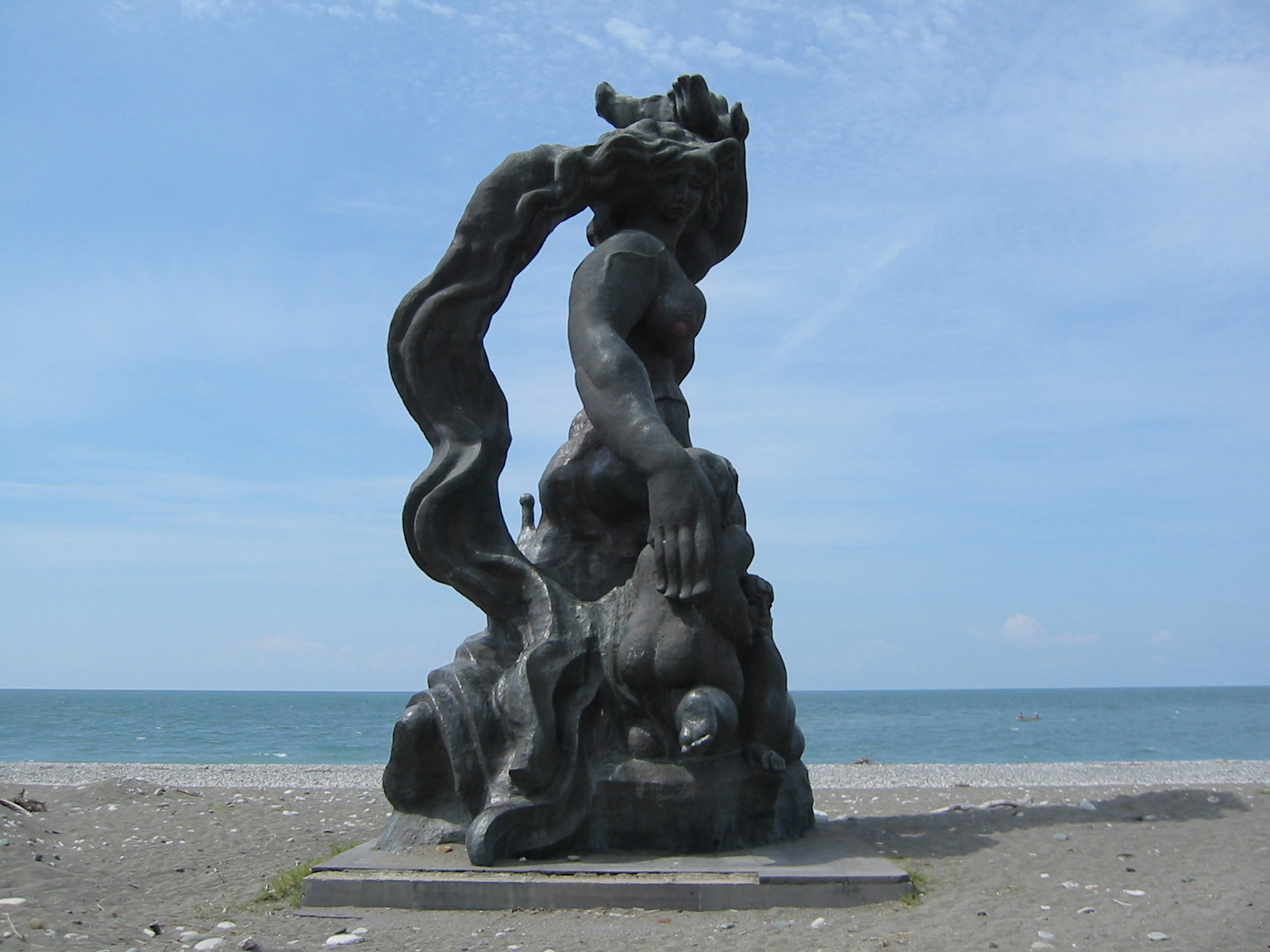
Estatua de Medea
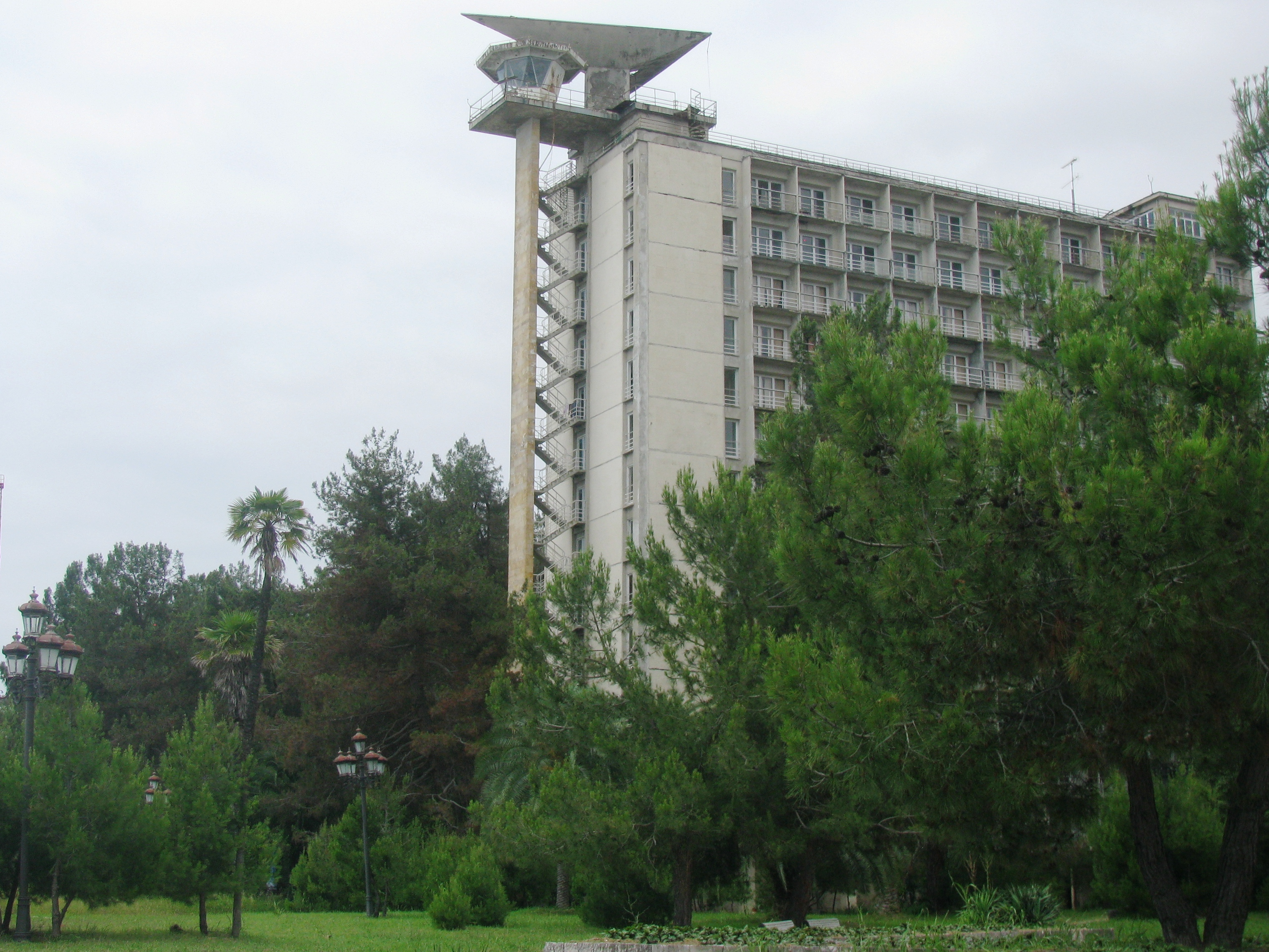
Hotel vacacional Mayak
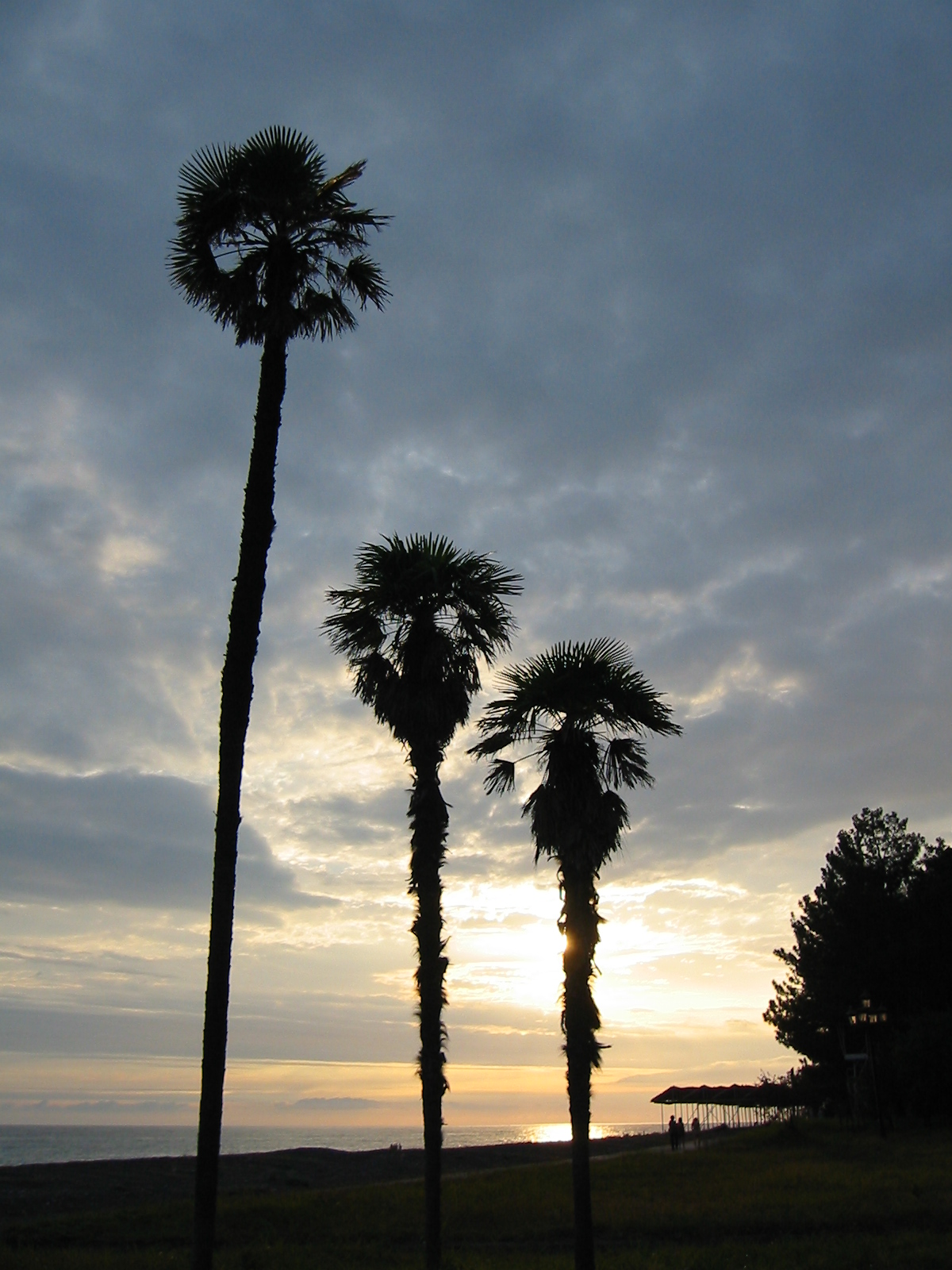
Atardecer en la playa de Pitsunda
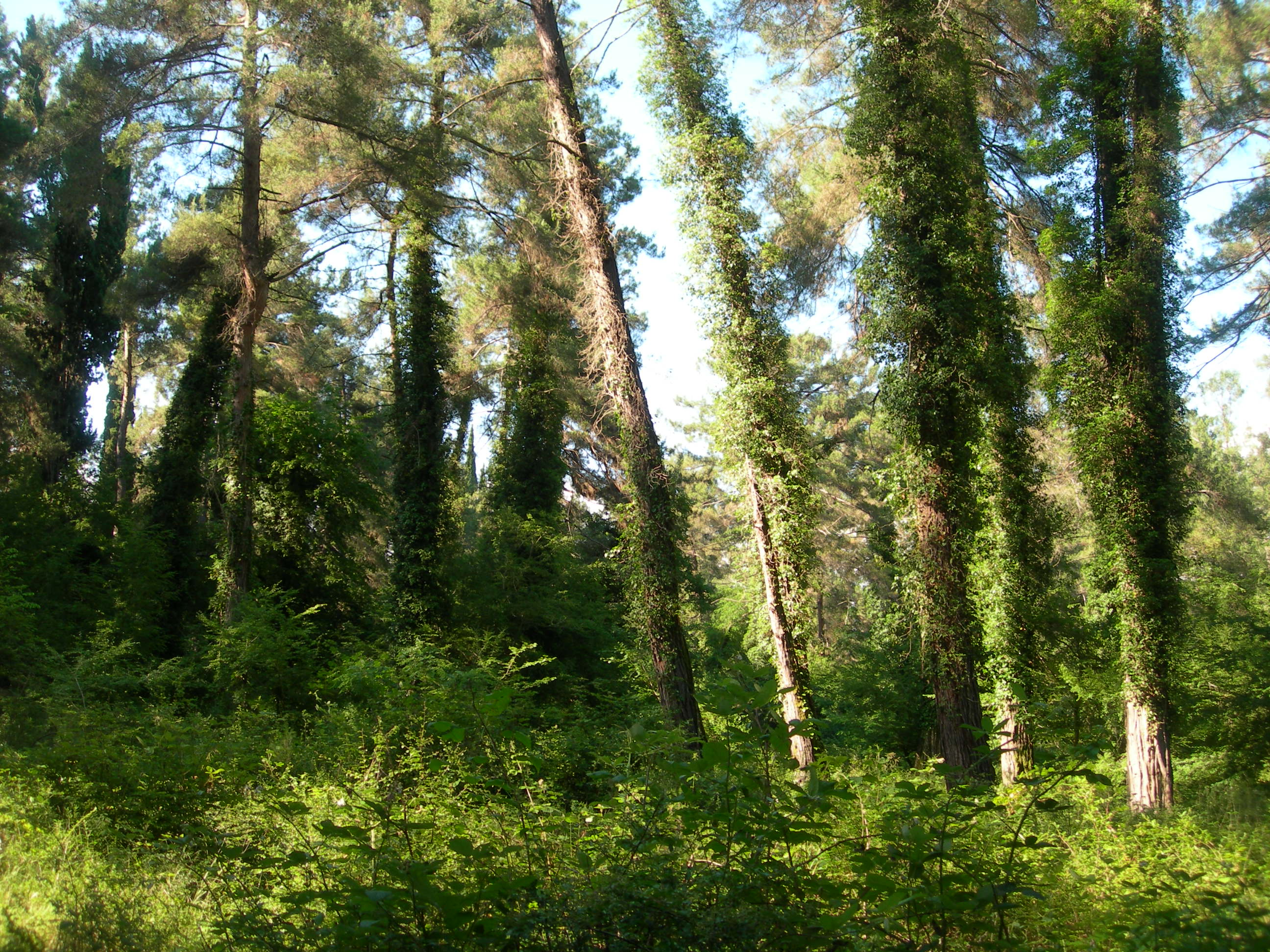
Bosque de pinos
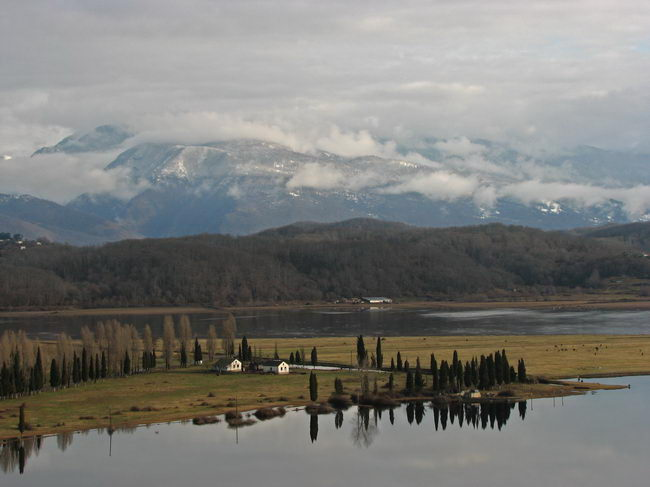
Vista de la montaña desde el cabo de Pitsunda